# 의성 고운사 석조여래좌상
의성 고운사 석조여래좌상(義城 孤雲寺 石造如來坐像)은 대한민국 경상북도 의성군에 있는 남북국 시대 신라의 석조 여래 좌상이다.
1963년 1월 21일 대한민국의 보물 제246호 고운사석조석가여래좌상(孤雲寺石造釋迦如來坐像)으로 지정되었다가, 2010년 8월 25일 현재의 명칭으로 변경되었다.

## 개요
대좌(臺座)와 광배(光背)를 갖추고 있으며, 손상이 거의 없는 완전한 불상이다.
머리에는 작은 소라 모양의 머리칼을 붙여 놓았고, 네모난 얼굴에 눈·코·입을 작게 표현하였다. 가슴이 발달하고 허리가 잘록하지만, 약간 치켜 올라간 어깨로 인해 불안정한 자세를 드러내고 있다. 오른손은 손바닥을 무릎에 대고 손끝이 땅을 가리키고 있는 듯 하나 부서져 있으며, 왼손은 손바닥을 위로 향하게 하여 배꼽 앞에 놓았는데 자연스럽지 못하다. 왼쪽 어깨를 감싸고 있는 옷에는 규칙적인 평행의 옷주름이 나타나며, 다리와 팔 등에서는 도식적으로 표현되었다.
부처의 몸 전체에서 나오는 빛을 형상화한 광배(光背)는 끝이 날카로운 배(舟) 모양이다. 머리광배와 몸광배에는 연꽃과 덩쿨무늬 등을 표현하였고, 가장자리에는 불꽃이 타오르는 모양을 표현하였다. 대좌는 상·중·하대로 이루어졌는데, 상대석은 연꽃을 위로 떠받드는 모양으로 표현되었다. 8각의 중대석은 모서리를 기둥 모양으로 장식하였고, 하대석은 연꽃잎을 엎어놓은 모양으로 표현되었다.
이 불상은 머리, 얼굴, 신체, 옷주름, 대좌, 광배 등에서 8세기의 불상과는 뚜렷하게 구별되는 9세기의 특징적인 양식을 나타내고 있다.

## 같이 보기
- 고운사

## 참고 자료
- 의성 고운사 석조여래좌상 - 국가유산청 국가유산포털